# Vympel R-27
Vympel R-27 med NATO rapporteringsnamn AA-10 Alamo är en jaktrobot utvecklad i Sovjetunionen. Roboten förekommer i versioner med olika målsökare även om de med semiaktiv radarmålsökare är vanligast.

## Varianter
- R-27R AA-10 Alamo-A, semiaktiv radarmålsökare. Räckvidd upp till 80 km under optimala förhållanden.
- R-27T AA-10 Alamo-B, version med infraröd målsökare. Vikt 248 kg. Räckvidd från 3 km till 70 km.
- R-27ER AA-10 Alamo-C, version med semiaktiv radarmålsökare och förlängd räckvidd, vilken är 70 cm längre och har något större diameter. Räckvidd 130 km. Togs i bruk 1990.
- R-27ET AA-10 Alamo-D, version med infraröd-målsökare och förlängd räckvidd, vilken är 70 cm längre och har något större diameter. Räckvidd 120 km. Vikt 348 kg. Togs i bruk 1990.
- R-27AE AA-10 Alamo-E, version med aktiv radarmålsökare och förlängd räckvidd. Räckvidd från 1 km till 130 km. Vikt 349 kg.
- R-27EM, version med semiaktiv radarmålsökare med en uppgraderad målsökare för att klara lågt flygande mål över vatten.
- R-27P, Signalsökande robot liknande den amerikanska AGM-45 Shrike.